# Komorniki (Sadek)
Komorniki – część wsi Sadek w Polsce położona w województwie mazowieckim, w powiecie szydłowieckim, w gminie Szydłowiec.
W latach 1975–1998 Komorniki administracyjnie należały do województwa radomskiego.
Komorniki należą do parafii pw. Matki Boskiej  Bolesnej w Sadku